# 통일당 (페로 제도)

통일당 또는 연합당(페로어: Sambandsflokkurin)은 보수자유주의, 농본주의를 표방하는 페로 제도의 정당이다. 덴마크 본국과의 연합 유지를 지지한다. 2015년 10월 24일 카이 레오 요하네센의 후임 대표로 바르뒤르 아 스테이그 니엘센이 선출되었다.
2008년 총선에서 21.0%의 득표율로 33석 중 7석을 획득했다. 선거 직후 잠시 야당으로 있었으나, 9월 정부를 구성하는데 성공했으며 요하네센이 총리로 선출되었다.
2007년 덴마크 총선에 도전하여 페로 제도 득표율 중 23.5%를 득표하였으며, 본국 의회에 1명의 당선자를 냈다.
2011년 총선에서 24.7%의 득표율로 33석 중 8석을 획득했으나, 2014년 2월 10일 평등당 소속 의원인 게르하르트 뢰근베르크가 통일당에 합류하여 1석을 더 얻게 되었다. 3개월 전 뢰근베르크는 당헌·당규 반대 문제로 평등당에서 출당되었는데, 그가 합류하면서 통일당은 인민당과 더불어 공동으로 최대 정당이 되었다.